# Стелвио (проход)
Стелвио (на италиански Passo dello Stelvio; на немски Stilfser Joch) е проход в Алпите, който отделя масива Ортлес от останалите части на Ретийските Алпи.

## Положение
Намира се в Италия, в непосредствена близост до границата с Швейцария на височина 2757 м (по други данни 2756), което го прави един от най-високите проходи на планината, през който минава път (най-висок в Източните Алпи и втори в Алпите изобщо след Кол дьо л'Изран във Франция, на когото отстъпва със седем метра). Свързва горните части на долините на реките Ада и Адидже - следователно не стои на никой от главните вододели на континента. От запад пътят започва от Бормио, на изток слиза в Стелвио („Щилфс“ на немски език, защото се намира в Южен Тирол). Известен е като „върхът на трите езика“ (Dreisprachenspitze), защото там се срещат териториите на немския, италианския и ретороманския език.

## История
Известно е, че проходът е използван още през Средновековието. Първият павиран път е построен през 1820-1825 г. в тогавашната Австрийска империя, за да свързва нейните провинции Тирол и Ломбардия. Включва 75 завоя на 180°. По-късно става граница между Австрия и кралство Италия, а със Сенжерменския договор от 1919 г. остава изцяло в Италия. Днес проходът не е с голямо транспортно значение, но е важен в емоциите на любителите на силни усещания. Той е ключов момент в автомобилната обиколка „Покривът на Италия“, посветен му е епизод и на предаването „Топ Гиър“. 

## Стелвио в колоездачната традиция на Италия
Особеностите на прохода (острите завои, голямата денивелация - 1800 м) го правят особено примамлив за професионалните колоездачи. Дванадесет пъти е включван в Обиколката на Италия (от 1953 до 2017 г.) и е една от най-високите точки, през които минава това състезание. Всяка последна събота на август движението се спира и на най-високата точка се събират около 12 000 колоездачи - това е „Колоездачният ден Стелвио“. От 2017 г. той е придружен и от веломаратон за любители.